# Pulo Blang (Tanah Luas)
Pulo Blang is een bestuurslaag in het regentschap Aceh Utara van de provincie Atjeh, Indonesië. Pulo Blang telt 106 inwoners (volkstelling 2010).